# Katrin Kanitz

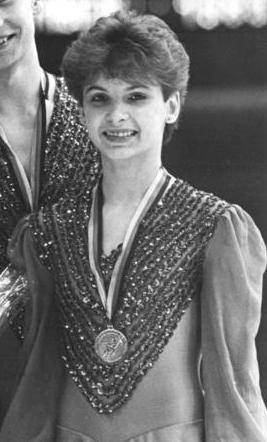
Katrin Kanitz, 1985

Marie Katrin Kanitz (* um 1970) ist eine frühere deutsche Eiskunstläuferin, die für die DDR im Paarlauf startete. Gemeinsam mit ihrem Partner Tobias Schröter gewann sie bei den Europameisterschaften 1987 die Bronzemedaille.
Kanitz besuchte die KJS Heinrich Rau in Berlin, die auf den Eislauf spezialisiert war. Ihre Trainerin war Heidemarie Steiner. Sie ist Opfer des staatlich verordneten Dopings im DDR-Leistungssport und kämpft für die Aufklärung des DDR-Eiskunstlaufs.

## Erfolge/Ergebnisse

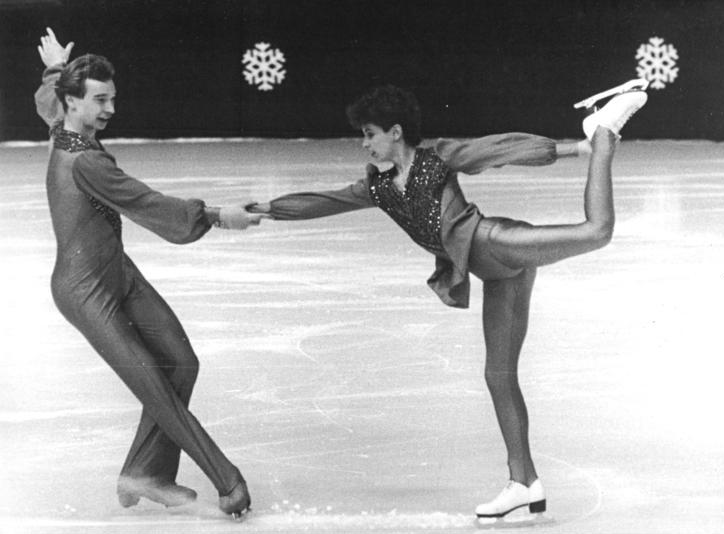
Kanitz und Schröter bei der Europameisterschaft 1986

mit Tobias Schröter

### Eiskunstlauf-Weltmeisterschaft
- 1986 – 9. Rang – Genf

### Europameisterschaften
- 1986 – 4. Rang – Kopenhagen
- 1987 – 3. Rang – Sarajewo

### DDR-Meisterschaften
- 1986 – 1. Rang
- 1987 – 1. Rang